# Orde van de Nationale Held (Saint Kitts en Nevis)

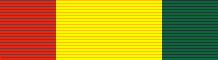
Het lint

Elizabeth II, Koningin van Saint Christopher en Nevis, stelde in 1998 voor haar Koninkrijk Saint Christopher en Nevis een Orde van de Nationale Held (Engels: "Order of the National Hero") in. Een dergelijke orde werd in 1969 ook op Jamaica, de Orde van de Nationale Held van Jamaica, gesticht.
Men verleent de onderscheiding voor belangrijke verdiensten voor de eilanden.